# Christine Lebail
Christine Lebail (* 27. října 1948 Sainte-Geneviève-des-Bois) je francouzská zpěvačka.

## Život a kariéra
Jako náctiletá zpívala tehdejší hity, např. píseň Bambino, kterou v roce 1956 nazpívala Dalida. Byla členkou kostelního sboru v Morsang-sur-Orge a o víkendech zpívala v rockové skupině Les Swingers, která vystupovala na obecních tancovačkách.
Poté, co se objevila v talentové soutěži rádia Europe, nahrála v roce 1964 svůj první singl. V roce 1966 byla spolu s Jacqueline Maillanovou obsazena do muzikálu Le Petit Chaperon rouge. V televizi hrála „La Pureté“, jednu z postav, které sváděly zpěváka Gianniho Morandiho, v tematickém muzikálu Viva Morandi (1966). V roce 1967 napsala texty písní À qui? pro Dalidu a Juste quelques mots pro zpěváka Juniora.
V roce 1971 se podílela na muzikálu À l'heure où le coq chantera. V letech 1973–1974 uváděla dětský televizní pořad Rue des Alouettes. Naposledy se v televizi objevila v letech 1995–1997, kdy hostovala v pořadu Pascala Sevrana La Chance aux chansons.
Mezi její známé písně patří například Les Livres d'école, La Permission de minuit, Des Petits riens, nebo duet Les bœufs (J'ai deux grands bœufs dans mon étable) se zpěvákem a skladatelem Jeffem Barnelem.

## Diskografie
- 1964 – 1. SP: 
  - Johnny SP 69603 11, text Michel Jourdan, hudba Danyel Gérard
  - Mon prince, text Raymond Bravard, hudba Colette Mansardová
  - Pourquoi pas moi, cover britské písně Joe Meeka, text Jacques Plante
  - Mon grand secret, hudba Joe Meek, text Jacques Plante
  - Mon grand secret, text Raymond Bravard, hudba Colette Mansardová
- 1965: 
  - Ils font pleurer les filles, cover americké písně Ernieho Maresky, text Georges Aber
  - Je n'aime pas tes amis, cover americké písně Petera Udella a Garyho Gelda, text Gilles Thibaut
  - La Permission de minuit, slova a hudba Jean-Jacques Debout
  - Laisse-moi, text Jacques Mareuil, hudba Colette Mansardová

- - L’An prochain sur la plage, text Jacques Mareuil, hudba Charles Aznavour
  - Les Livres d'école, text Jacques Mareuil, hudba Colette Mansardová
  - Ce petit quelque chose, text Jacques Chaumel, hudba Spencer Johnson
  - Deux jours avec toi, cover britské písně Joe Meeka, text Jacques Plante

- - Des petits riens, cover americké písně Isabelle Collierové a Kay Starrové, text Daniel Faure
  - Toi Chopin, cover italské písně Carla Rossiho, Marcella Marrocchiho a Ennia Morriconeho, text Ralph Bernet
  - Ce n'est pas la peine
  - La Rochelle
- 1968: 
  - Les Roses de Turquie, slova Gérard Sire, hudba Danyel Gérard
  - La Flamme d'or, slova a hudba Bernard Biarel
- 1969: 
  - La Mistinguett, slova Pascal Sevran/Jean Harlet, hudba Jean-Jacques Debout
  - J'ai cru
  - Lucas, text Pascal Sevran/Serge Lebrail, hudba Daniel Faure
  - Entre la rose et le lilas (Mezi růží a šeříkem)

- - Le Temps du boa, text Pascal Sevran/Serge Lebrail, hudba Jean Tranchant
  - Un morceau de ma dentelle, text Pascal Sevran, hudba Jean Harlet/Claude Delon
  - Tu ressembles à Gavroche, text Pascal Sevran, hudba Jean-Jacques Debout
  - L'Amérique à Paris, text Pascal Sevran, hudba Jean-Jacques Debout

- 1971: 
  - Bel enfant noir, cover Franka Géralda z americké písně Niny Simone a Jonathana I. Weldona
  - Prendre le vent, text Maurice Vidalin, hudba Jean-Pierre Sabard
- 1972: 
  - Les Papouilles, hudba Jean-Pierre Sabard, text Frank Gérald
  - Gloire à Santa Maria

- - Une rose en papier bleu, text Frank Gérald, hudba Jean-Pierre Sabard (pro písňovou soutěž Rose d'or d'Antibes)
  - Les Voix perdues, text Maurice Vallet, hudba Mathias Camison
- 1973: Qu'elle est jolie la vie, text Jean Schmitt, hudba Jean-Pierre Sabard (píseň z filmu Le Pélican)
- 1977: Il te reste aujourd'hui a Les Bœufs (duety s Jeffem Barnelem)[4]